# Erden Kıral
Erden Kıral   (Gölcük, 10 d'abril de 1942 - Kumluca, 17 de juliol de 2022) va ser un director de cinema i guionista turc. Va dirigir 12 pel·lícules a partir de 1978. La seva pel·lícula de 1979, Kanal, va ser presentada a l'11è Festival Internacional de Cinema de Moscou i la seva pel·lícula de 1983, Hakkâri'de Bir Mevsim, va participar al 33è Festival Internacional de Cinema de Berlín, on va guanyar l'Ós de Plata – Premi Especial del Jurat. Cinc anys després, la seva pel·lícula, Av Zamanı, va ser presentada al 38è Festival Internacional de Cinema de Berlín- Era d'ascendència georgiana per part de mare.

## Filmografia selecta
- The Canal (1979)
- Bereketli Topraklar Üzerinde (1980)
- Hakkâri'de Bir Mevsim (1983)
- Av Zamanı (1988)
- Mavi Sürgün (1993)
- Yolda - Rüzgar geri getirirse (2005)